# كلود شتاينر
كلود شتاينر (بالإنجليزية: Claude Steiner)‏ هو معالج نفسي وعالم نفس أمريكي، ولد في 6 يناير 1935 في باريس في فرنسا، وتوفي في 9 يناير 2017 في وكياه في الولايات المتحدة.